# Balànids
Els balànids (Balanidae) són una família de crustacis cirrípedes de l'ordre Sessilia. Tenen una closca de 4 o 6 plaques, i un complex sistema de septes interlaminats, amb una base calcària.

## Sistemàtica
La sistemàtica de la família està en revisió. Hi ha diverses fonts i, seguint la proposta de la NCBI, estan descrits 10 gèneres amb gairebé unes 30 espècies:
- Amphibalanus Pitombo, 2004
- Austromegabalanus Newman, 1979
- Balanus Da Costa, 1778
- Fistulobalanus Zullo, 1984
- Megabalanus Hoek, 1913
- Menesiniella Newman, 1982
- Notomegabalanus Newman, 1979
- Paraconcavus Zullo, 1992
- Perforatus Pitombo, 2004
- Tetrabalanus Cornwall, 1941

En la revisió de la ITIS es pot veure el llistat de gèneres i espècies i el grau de credibilitat d'algunes de les espècies descrites.